# Savigny-sur-Orge
Savigny-sur-Orge település Franciaországban, Essonne megyében. Lakosainak száma 37 775 fő (2022. január 1.). Savigny-sur-Orge Paray-Vieille-Poste, Athis-Mons, Épinay-sur-Orge, Juvisy-sur-Orge, Longjumeau, Morangis, Morsang-sur-Orge, Villemoisson-sur-Orge és Viry-Châtillon községekkel határos.

## Népesség
A település népessége az elmúlt években az alábbi módon változott:
| Lakosok száma | 37 206 | 36 262 | 36 677 | 36 533 | 36 734 | 36 577 | 37 190 | 37 371 | 37 775 |
|               | 2013   | 2015   | 2016   | 2017   | 2018   | 2019   | 2020   | 2021   | 2022   |